# Acacia victoriae
Espèce
Classification phylogénétique
Acacia victoriae est une espèce de plantes à fleurs de la famille des Fabaceae et du genre Acacia. C'est un arbuste endémique d'Australie.

## Description
C'est un arbuste de 2 à 5 m de haut, portant des épines. Les feuilles de formes variables mesurent 2 à 5 cm de long sur 2 à 8 mm de large. Les fleurs sont jaune pâle. Il supporte bien le froid.

## Distribution
Il est courant dans tous les états sauf celui de Victoria[réf. nécessaire].

## Utilisation
Il peut être utilisé en période de sècheresse pour l'alimentation du bétail mais son apport énergétique est assez modéré. Ses graines commencent à être utilisées dans l'industrie alimentaire.